# Invisibili (Roby Facchinetti)
Invisibili è un singolo dell'artista italiano Roby Facchinetti, pubblicato il 1 dicembre 2020, come terzo singolo del triplo album Inseguendo la mia musica.

## Descrizione
Il brano è firmato da Roby Facchinetti e Stefano D'Orazio, uno degli ultimi scritti, dove traspare tutta la sua sensibilità, un testo generoso per mettere in luce una tematica sociale, quella degli anziani, spesso dimenticati.
È il racconto della vita di un marito e una moglie che vivono in solitudine "nessuno sa di voi, vivete piano per non sbagliare/appesi ai vostri respiri", c'è solitudine nelle loro vite ma sono protetti dal loro amore che resiste al tempo e si basta: "il battito di un cuore non ha età".

## Video musicale
Nel video, realizzato da Gaetano Morbioli, Roby Facchinetti veste gli insoliti panni di un artista di strada, insieme al chitarrista Michele Quaini nello splendido scenario della villa e del parco Sigurtà a Valeggio sul Mincio. I due diventano spettatori dei gesti di affetto e dolcezza che gli anziani ancora si scambiano, segno di un amore che, seppure vissuto nella semplicità, ha reso la loro vita come la realizzazione di un bellissimo sogno.